# Parametasone
Il Parametasone è un glucocorticoide fluorinato-alogenato dalle proprietà antiinfiammatorie e immunodepressive.